# جين بونابرت
جين بونابرت (بالفرنسية: Jeanne Bonaparte) هي رسامة بلجيكية، ولدت في 25 سبتمبر 1861 في Orval Abbey ‏ في بلجيكا، وتوفيت في 25 يوليو 1910 في باريس في فرنسا.